# Сепаратизм в Турции

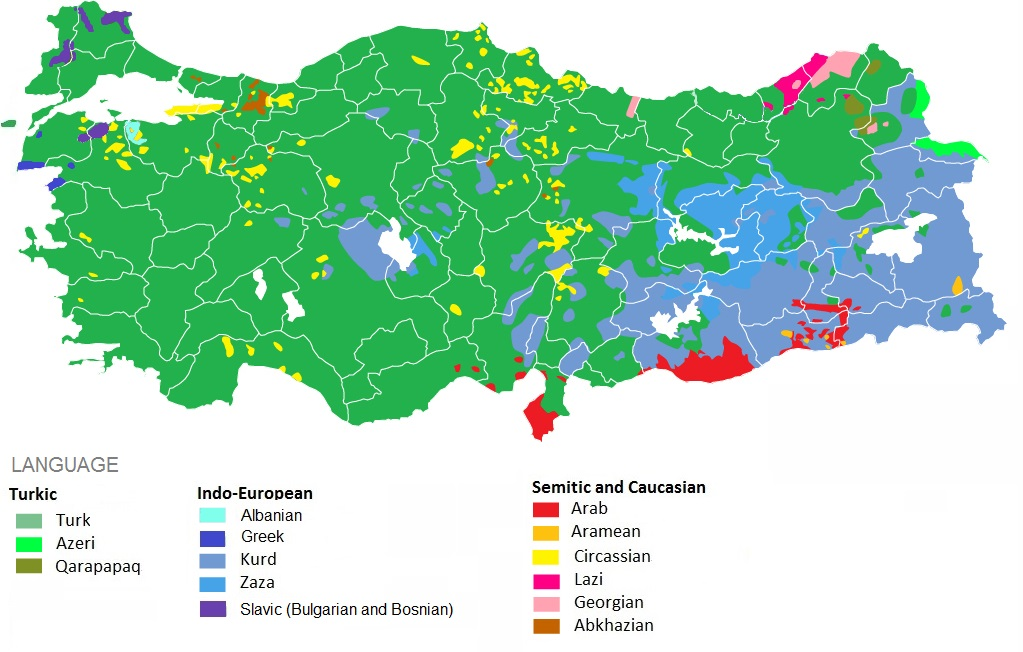
Этнические группы Турции

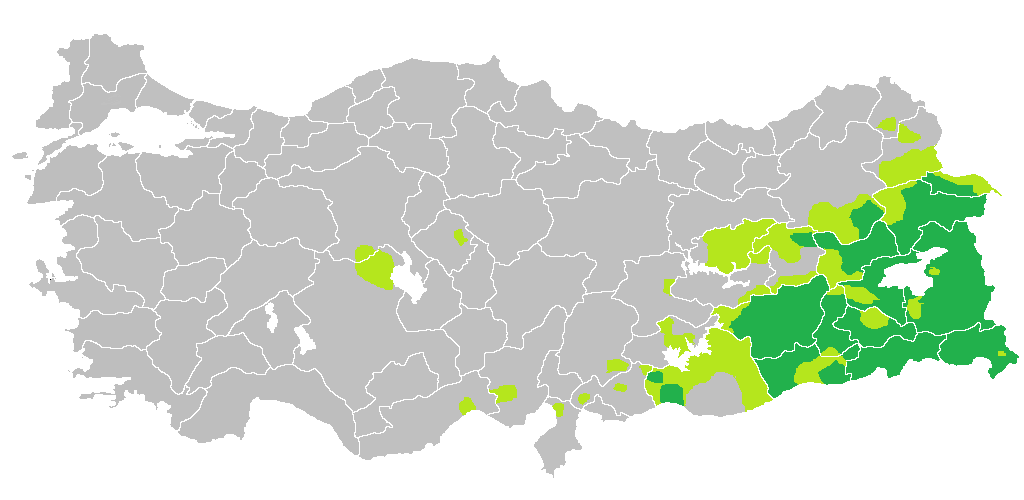
Основные места проживания курдов в Турции

Сепаратизм в Турции — явление, вызванное стремлением ряда этнических групп, компактно проживающих на территории Турции, к образованию независимых национальных государств.

## Курдский сепаратизм
На начало XXI века курды остаются крупнейшим из народов без собственной государственности. Севрский мирный договор между Турцией и Антантой (1920) предусматривал создание независимого Курдистана. Однако этот договор так и не вступил в силу и был аннулирован после подписания Лозаннского договора (1923). В 1920—1930-е годы курды несколько раз безуспешно восставали против турецких властей.
В августе 1984 года Рабочая партия Курдистана (РПК) объявила войну официальным властям Турции, которая продолжается и сегодня. До 1999 года РПК выступала с самим радикальным требованием — провозглашение единого и независимого Курдистана, объединяющего курдские территории, ныне входящие в государственные границы Турции, Ирана, Ирака и Сирии.
С 1999 года РПК выдвинула требования близкие и понятные основной массе курдского населения, а именно: предоставление автономии, сохранение национальной самобытности, практическое уравнивание курдов в правах с турками, открытие национальних школ и введение теле- и радиовещания на курдском языке.

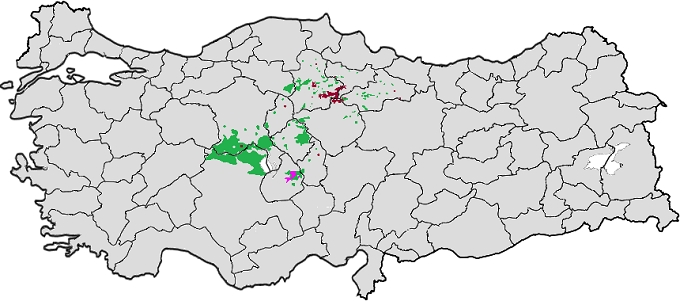
Курды в Центральной Анатолии
Карта распространения курдского языка
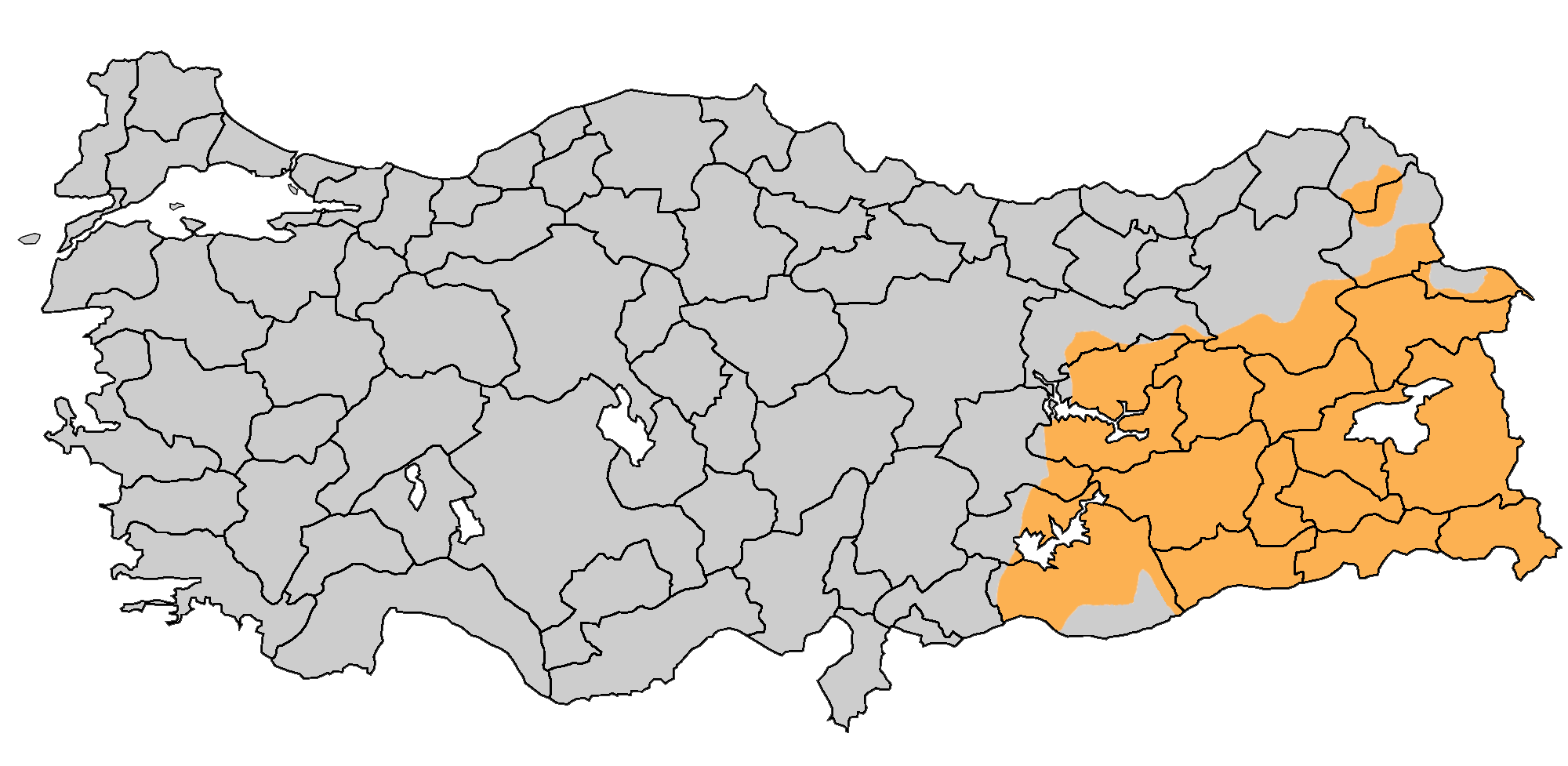
Турецкий Курдистан

## Армянский сепаратизм

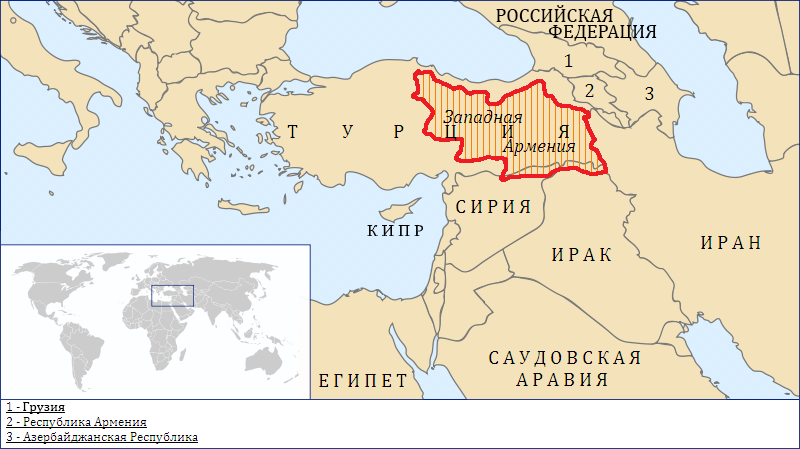
Территория Западной Армении. Шесть армянских провинций Османской империи — Ван, Эрзурум, Элязыг, Битлис, Диярбакыр, Сивас. Термин Шесть армянских провинций был впервые использован на Берлинском конгрессе в 1878 году

Большинство современных армян Турции проживает в Стамбуле, в основном исторически армянском районе Кумкапы, где проживают более 60 000 армян, и его пригородах. Население Малой Азии восточнее условной линии Адана-Самсун относится к антропологическому типу арменоидная раса. Учитывая криптоармян численность армянского населения Турции может достигать до 10 млн чел.. По мнению сотрудника центра арменоведения Ереванского государственного университета Айказуна Алварцяна, 80 % стамбульских армян является уже тюркоязычными. Единственная сохранившася в стране армянская деревня Вакыфлы находится в иле Хатай.

### Под властью Османской империи
По Амасийскому договору 1555 г. 3ападная Армения попала под владычество Османской Турции.
Положение в 3ападной Армении резко изменилось в XIX в. Армяне, как и остальные христианские народы, населяющие Османскую империю, подвергались сильнейшим гонениям, были лишены всяких прав на защиту жизни и имущества.
Однако армянским Национальным собранием Константинополя 24 мая 1860 г. была принята Национальная конституция под названием «Положение об армянской нации» («Низамнамеи миллети эрманиан»). Она была утверждена Высокой Портой 17 марта 1863 г.. Этим османское правительство стремилось повысить престиж Османской империи в Европе, что отвечало обязательствам, взятым Османской империей согласно Парижскому договору 1856 г. По Положению об армянской нации армянский патриарх признавался «главой нации» и посредником в исполнении законов государства. Для решения внутренних дел Западных армян избиралось Национальное собрание (законодательный орган) в составе 140 депутатов (20 — от духовенства, 120 — от светских кругов). Для решения церковных дел в патриаршестве должно было действовать Духовное собрание, а для ведения политических дел — Политическое собрание, которые в случае необходимости могли образовать Общее собрание. Патриарх и члены этих двух собраний избирались общим собранием, состоявшим из почетных членов нации. Депутатское собрание, называвшееся Общим национальным собранием, созывалось раз в два года.
Русско-турецкая война 1877—78, Сан-Стефанский договор и Берлинский трактат (1878) создали новую обстановку в 3ападной Армении. Армянский вопрос был признан международной проблемой, что привело к большему ужесточению мер в отношении армянского населения Западной Армении. В результате армянских погромов 1894—1896 гг. погибло по разным оценкам от 100 до 300 тыс. западных армян.
|  |  |  |  |